# Суаєр
Суаєр (фр. Soyhières) — громада  в Швейцарії в кантоні Юра, округ Делемон.

## Географія
Громада розташована на відстані близько 50 км на північ від Берна, 4 км на північний схід від Делемона.
Суаєр має площу 7,5 км², з яких на 7,4% дозволяється будівництво (житлове та будівництво доріг), 29,9% використовуються в сільськогосподарських цілях, 61,5% зайнято лісами, 1,2% не є продуктивними (річки, льодовики або гори).

## Демографія
2019 року в громаді мешкало 431 особа (-11,7% порівняно з 2010 роком), іноземців було 15,8%. Густота населення становила 57 осіб/км².
За віковим діапазоном населення розподілялося таким чином: 13,9% — особи молодші 20 років, 65,2% — особи у віці 20—64 років, 20,9% — особи у віці 65 років та старші. Було 204 помешкань (у середньому 2,1 особи в помешканні).
Із загальної кількості 118 працюючих 16 було зайнятих в первинному секторі, 27 — в обробній промисловості, 75 — в галузі послуг.